# Прусская Польша

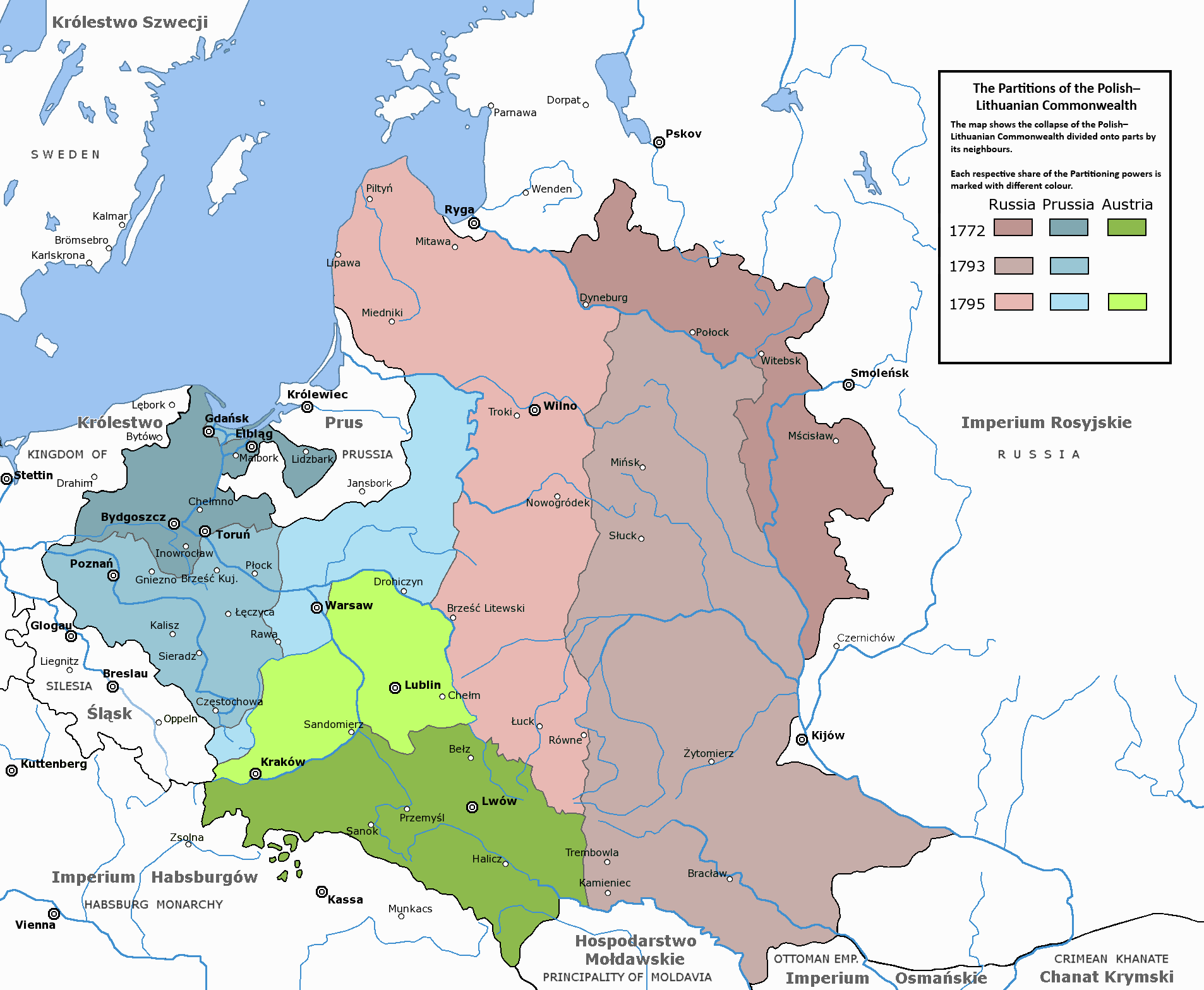
Разделы Речи Посполитой в (1772 год), (1793 год), (1795 год)

Прусская Польша, также «Прусский Раздел», «Прусский Сектор» — бывшие земли Речи Посполитой, аннексированные Пруссией в результате трех разделов Речи Посполитой.
Территориальные приобретения Прусского королевства составляли 141,400 км²
(54,600 миль²) из земель, составлявших ранее западные области бывшей Речи Посполитой.
В середине XVIII века Речь Посполитая уже не была в полной мере независимой. Российские императоры оказывали непосредственное влияние на избрание польских королей. Особенно ярко эта практика видна на примере избрания последнего правителя Речи Посполитой Станислава Августа Понятовского, бывшего фаворита российской императрицы Екатерины Великой. Вывезенный в Гродно король Станислав Август Понятовский сложил свои полномочия 25 ноября 1795 года. Государства, участвовавшие в разделах Речи Посполитой, заключили «петербургскую конвенцию» (1797 г.), которая включала постановления по вопросам польских долгов и польского короля, а также обязательство, что монархи договаривающихся сторон никогда не будут использовать в своих титулах название «Королевство Польское». В итоге трёх разделов Речи Посполитой, данная страна исчезла с карты более чем на 123 года.

## История

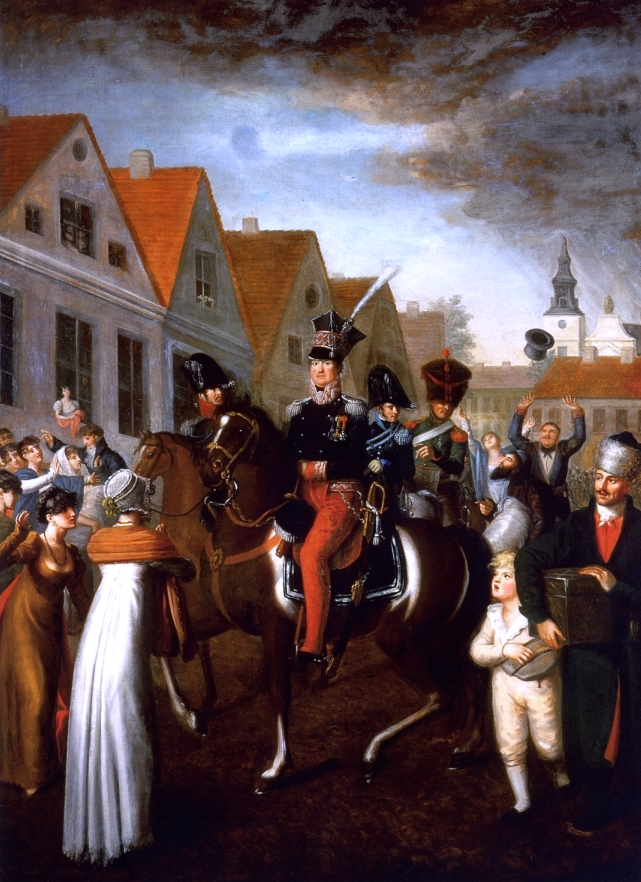
Ян Генрик Домбровский, при въезде в Познань в 1806 году

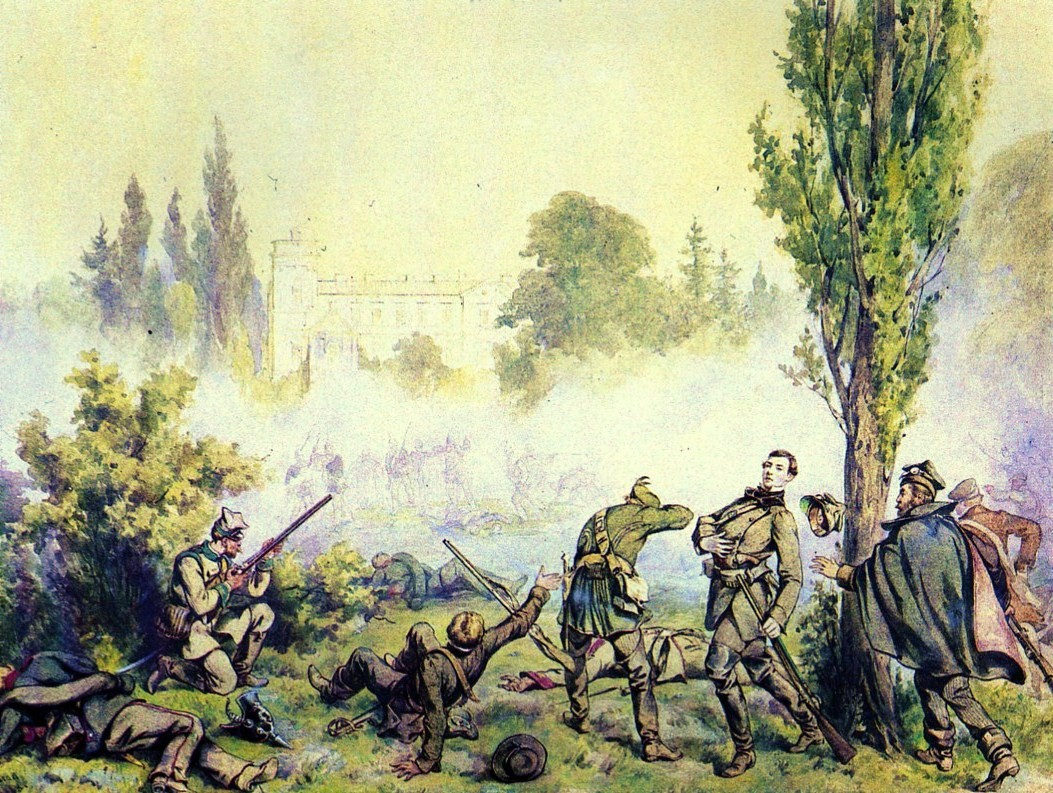
Битва при Милославе в течение Краковского восстания

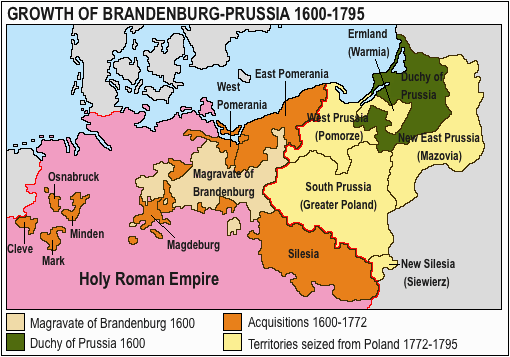
Жёлтым цветом обозначены территории Польши, аннексированные Пруссией с 1772 по 1795 год (в период разделов Речи Посполитой)

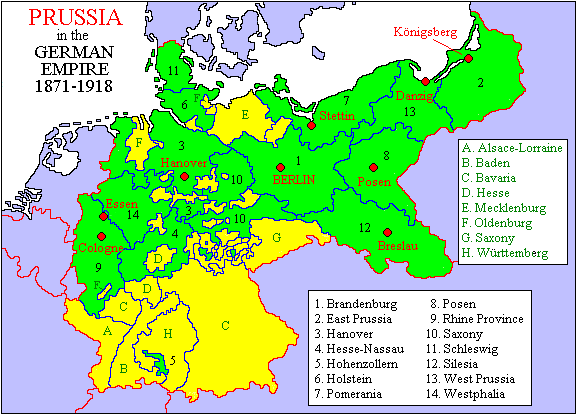
Германская империя (1871—1918)

Конвенция о Первом разделе была подписана 19 февраля 1772 года в Вене и была ратифицирована 22 сентября 1772 года. Перед этим, 6 (17) февраля 1772 года в Санкт-Петербурге было заключено соглашение между Пруссией в лице Фридриха II и Россией в лице Екатерины II. В соответствии с этим соглашением Пруссия получала Эрмланд (Вармию) и Королевскую Пруссию (позже ставшую новой провинцией под названием Западная Пруссия) до реки Нотеч, территории герцогства Померания без Гданьска, округа и воеводства Поморское, Мальборское (Мариенбург) и Хелминское (Кульм) без Торуни, а также некоторые районы в Великой Польше. Прусские приобретения составили 36 тыс. км² и 580 тыс. жителей. В результате Второго раздела под власть Пруссии перешли территории, населённые этническими поляками: Данциг, Торунь, Великая Польша, Куявия и Мазовия, за исключением Мазовецкого воеводства.
Поражение восстания Костюшко (1794), направленного против разделов страны, послужило поводом для окончательной ликвидации польско-литовского государства. 24 октября 1795 года государства, участвующие в разделе, определили свои новые границы. Одновременно с этим условием был подписан тайный договор в Петербурге между Австрией и Россией, явно враждебный Пруссии — о военной помощи в случае, если Пруссия нападёт на какое-нибудь из союзных государств.
В результате Третьего раздела Пруссия приобрела территории, получившие название Южной Пруссии, и населенные этническими поляками, к западу от pек Пилицы, Вислы, Буга и Немана, включая Варшаву; а также земли в Западной Литве (Жемайтия), общей площадью 55 тыс. км² и населением в 1 млн человек. Пруссией из бывших польских земель были созданы три провинции: Западная Пруссия, Южная Пруссия и Новая Восточная Пруссия. Официальным языком стал немецкий, введены прусское земское право и немецкая школа, земли «королевщины» и духовные имения отобраны в казну. Польский язык был упразднен.
Крупным историческим событием Прусской Польши после включения в 1772 ранее аннексированных территорий Польской Пруссии Фридрихом Великим, было плановое переселения около 57,475 немецких семей в Западную Пруссию для закрепления за Пруссией своих новых приобретений.
В результате вспыхнувшего в Великой Польше в 1806 году под предводительством генерала Генрика Домбровского второго Великопольского Восстания против прусских войск, в преддверии полного поражения Пруссии в войне с Наполеоном, в 1807 году образовалось Варшавское герцогство под покровительством Наполеона. Варшавское герцогство было создано, как сателлит Первой Французской империи и использовалось как плацдарм для вторжения в Россию.
Поражение Наполеона во время русской Кампании привело к демонтажу герцогства согласно решению Венского Конгресса в 1815 году.
Западные земли Великой Польши с городом Познанью и Прусское Поморье вернулись в состав Пруссии, а также к Пруссии были присоединены часть Саксонии, значительная территория Вестфалии и Рейнской области, а остальная часть Великой Польши была передана Российской империи как Царство Польское.
Во время произошедшего в 1846 году в Прусской Польше Краковского восстания, возглавляемого Людвиком Мерославским, восставшими был разработан план, с целью сделать восстание частью общего восстания поляков против всех трех государств, между которыми была проведена секционирование территории бывшей Речи Посполитой.
254 из восставших были обвинены в государственной измене и их казнь была проведена через повешение на городской площади Берлина.
Спустя два года, в течение Весны народов, в 1846 году в окрестностях Познани вспыхнуло восстание, возглавляемое Польским национальным комитетом. Прусская армия провела операцию по умиротворению Польши с целью стабилизировать контроль на свой территории; 1500 поляков были отправлены в тюрьму «Познанскую Цитадель» для устрашения остальных бунтовщиков.
Восстание показало, что нет никакой возможности договориться о провозглашении польской государственности с Прусским правительством.
Только шестьдесят лет спустя, после первой мировой войны, во время Великопольского Восстания (1918—1919) в Прусском Секторе возникла возможность для Второй Речи Посполитой отвоевать свою свободу.

## Общество
Поляки в Прусском Секторе были предметом обширной программы по германизации населения, начатой королём Фридрихом Великим для ассимиляции польского населения Пруссии через Культуркампф и Хакату.
Для этого Фридрих Великий планировал поселить около 300,000 немцев-колонистов на данные территории с тем, чтобы облегчить германизацию. Однако растущее национальное самосознание поляков и их самоорганизация затрудняли проведение онемечивания.
Фактически, рост национального самосознания и организация польского меньшинства в Прусском королевстве и Германской империи стало парадоксальным результатом политики онемечивания.
Система образования в Прусском разделе была на более высоком уровне, чем в Австрийском и Российском, несмотря на атаки на польский язык, не принесшие желаемого результата («Вжесня»).

## Экономика
Прусский Сектор Польши был одна и самых развитых территорий Пруссии благодаря общей политике правительства. Немецкое правительство поддержало эффективные способы ведения сельского хозяйства, промышленности, финансовых институтов и транспорта

## Административное деление
- Новая Силезия — с 1795 по 1807 год
- Новая Восточная Пруссия — с 1795 по 1807 год
- Южная Пруссия — с 1793 по 1806 г.
- Нотец Район — с 1772 до 1793 г
- Восточная Пруссия — с 1773 по 1829 г.
- Западная Пруссия — с 1773 по 1824 г.

В первый раздел, Пруссия получила 36 000 км² и около 600 000 человек. Во второй раздел, Пруссия получила 58000 км² и около 1 млн человек. В третьем разделе, аналогично второму, Пруссия получила около 55 000 км² и 1 млн человек. В целом, Пруссия получила около 20 процентов территории бывшей Речи Посполитой 149 000 км²) и около 23 процентов населения (2,6 млн человек). Всю территорию Прусского Сектора (Прусской Польши) называют также Великой Польшей. Из этих территорий земли воеводства Познанского и Калишского назывались собственно Великой Польшей в узком смысле, воеводства Брест-Куявское и Иновроцлавское назывались Куявией, Мазовецкое и Раевское — Мазовией, Хелминское же, Мальборгское и Поморское с Вармией составляли польскую, или королевскую, Пруссию. Все это — название некогда самостоятельных областей или уделов, постепенно соединившихся с основным польским государством, потому ли, что в них вымерла княжеская линия Пястов, или потому, что они были принуждены к такому соединению силой оружия.